# Algemeen Nederlandsch Tijdschrift voor Wijsbegeerte en Psychologie
Het Algemeen Nederlandsch Tijdschrift voor Wijsbegeerte en Psychologie (ANTWP) was een Nederlands wetenschappelijk tijdschrift over filosofie en psychologie dat van 1933 tot 1969 bestond en werd uitgegeven door de Algemene Nederlandse Vereniging voor Wijsbegeerte. Tobie Goedewaagen was redacteur van dit tijdschrift, dat vóór 1933 Tijdschrift voor Wijsbegeerte heette.